# Premis 2N
Els Premis 2N a la lluita antifeixista i per les llibertats és un guardó creat l'any 2018 per l'Ateneu Cooperatiu la Baula amb el propòsit de contrarestar el vel de silenci que es va voler imposar sobre els fets que van ocórrer arran de la Guerra Civil espanyola i del triomf del franquisme, i de reconèixer aquelles persones, entitats, col·lectius i moviments socials que s'han significat en l'oposició a qualsevol règim feixista, en la lluita contra la repressió i a favor de la memòria democràtica.
El premi pren el nom en record de les víctimes del bombardeig del 2 de novembre de 1937 en què nou avions Savoia-79 de l'Aviació Legionària van bombardejar la ciutat de Lleida amb 320 bombes de diferents calibres i 64 bombes incendiàries de 2 kg. Havent acabat la càrrega de bombes que duien abans de finalitzar el trajecte, els membres de les tripulacions van metrallar la població que tenien a l'abast.

## Guardonats/des
|      | Premi internacional                        | Premi nacional                        | Premi honorífic                                        | Ref.  |
| ---- | ------------------------------------------ | ------------------------------------- | ------------------------------------------------------ | ----- |
| 2018 | Gernika Batzordea                          | Associació Catalana pels Drets Civils | Àlex de Sárraga                                        | [ 3 ] |
| 2019 | Associazione Nazionale Partigiani d'Italia | Jordi Borràs                          | Família Guillem Agulló                                 | [ 4 ] |
| 2020 | Àvies de la Plaza de Mayo                  | Comitè de Son Coletes                 | Neus Català                                            | [ 5 ] |
| 2021 | Amical de Mathausen i altres camps         | Front d'Alliberament Gai de Catalunya | Famílies de les víctimes de la fossa 112 de Paterna    | [ 6 ] |
| 2022 | International Brigade Memorial Trust       | Miquel Ramos                          | Associació Catalana d'Expresos Polítics del Franquisme | [ 7 ] |
| 2023 | Ceivar                                     | La Bressola                           | Joan Tarragó                                           | [ 8 ] |
| 2024 | ASC La Desbandà                            | Comunitat Palestina de Catalunya      | Família Serra i Puig                                   | [ 9 ] |